# Gorun
Gorunul (cu denumirea științifică Quercus petraea) este o specie de stejar originar din Europa și Anatolia. 

## Descriere
În comparație cu stejarul penduculat, gorunul este mai puțin pretențios la fertilitatea și umezeala solului și are lemnul mai moale; se folosește ca material de construcție și la tăbăcirea pieilor.
Este un arbore care poate crește până la 35-40 m înălțime. Are frunze cu pețiolul lung de 1,5-3 cm și fructele (ghindele) foarte scurt pedunculate sau sesile. Frunzele au formă ±obovată și sunt fin pubescente pe fața inferioară, cel puțin în axilele nervurilor. Solzii cupei sunt liberi, neconcrescuți, plani sau slab convecși și nepubescenți. Specia este frecventă în România. Ea formează un etaj de vegetație (subetajul gorunului), situat între 150 și 300 m altitudine în pădurile de foioase.

## În România
Unul dintre cei mai bătrâni goruni din România, numit „Bătrânul Carpaților”, se află mai sus de satul Mercheașa, aparținător de comuna Homorod, județul Brașov, pe o pășune cu stejari seculari, la aproximativ 1,7 km est-nord-est de localitate.